# Vrútky
Vrútky er en by og kommune i distriktet Martin i regionen Žilina i det nordlige Slovakiet. Den ligger 220 kilometer fra den slovakiske hovedstad Bratislava. Byen har et areal på 18,66 km² og en befolkning på 7.511(2021) indbyggere.

## Eksterne links
- Officiel hjemmeside

- Wikimedia Commons har flere filer relateret til Vrútky